# Самогубство за допомогою поліції
Самогубство за допомогою поліції — спосіб самогубства, при якому самогубець навмисно поводиться загрозливо з наміром спровокувати реакцію співробітника правоохоронних органів і бути застреленим.
В англомовних джерелах це явище називають «suicide by cop» (SbC), також suicide by police чи law-enforcement-assisted suicide.

## Огляд
Існує дві широкі категорії «самогубства за допомогою поліції». Перша — коли переслідуваний злочинець вирішує, що краще померти, ніж бути заарештованим. Такі люди можуть не мати попередніх суїцидальних намірів, але можуть просто вирішити, що життя в ув'язненні не варте того, щоб жити, і відтак провокують поліцію з метою бути вбитим. Друга категорія стосується людей, які вже планують самогубство. Іноді такі особи скоюють злочин з конкретним наміром спровокувати реакцію правоохоронних органів.
Ідея такого способу самогубства ґрунтується на політиці застосування поліціянтами смертельної сили. У юрисдикціях, де правоохоронці мають право застосувати смертельну силу і озброєні вогнепальною зброєю, зазвичай існують обставини, за яких вони передбачувано застосують смертельну силу проти загрози собі чи іншим. Найпоширенішим сценарієм є спрямування самогубцем зброї на поліціянта або сторонню особу, що, як очікується, спровокує поліціянта вистрілити в самогубця.
Часто буває важко визначити після смерті особи, чи дійсно вона мала за мету самогубство. Деякі випадки очевидні — наприклад, спрямування на поліціянтів незарядженої, іграшкової, пневматичної, страйкбольної зброї, стартового пістолета тощо, і/або наявність передсмертної записки. Деякі суб'єкти зухвало заявляють про свій намір померти, перш ніж діяти; однак, у більшості випадків намір може бути складніше визначити, оскільки деякі підозрювані, які мають бажання померти, фактично стріляють бойовими патронами і навіть вбивають людей, перш ніж їх самих вб'ють. Існують численні програми навчання правоохоронців, спеціально присвячені діям в ситуаціях, якщо поліціянти підозрюють, що суб'єкт намагається спонукати їх до застосування смертельної сили.

## Історія
Це явище описувалося в новинах з 1981 року, у науковій пресі — з 1985. Термін «suicide by cop» з'являвся у заголовках новин щонайменше з 1987 року, хоча поширеним став на початку 2000-х.
Ймовірно, термін виник у Сполучених Штатах, але також з'являвся у Великій Британії, де присяжні вперше визнали смерть особи самогубством за допомогою поліції у 2003 році.
Відомо багато випадків, що відбулися до офіційного визнання цього явища і схожі на самогубство за допомогою поліції. Г'юстон Маккой, один з двох офіцерів поліції Остіна, які застрелили масового вбивцю «Техаського снайпера» Чарльза Вітмена, стверджував, що Вітмен міг би застрелити його та його колегу Раміро Мартінеса, але «вичікував, ніби сам хотів, щоб його застрелили».
Теоретично, самогубством може бути смерть у 1976 році Мела Еванса (дорожнього менеджера, помічника та друга «Beatles»), який націлив пневматичний пістолет на поліцейського та відмовився опустити зброю.
Деякі історики вважають, що Джузеппе Дзангара, що вбив мера Чикаго Антона Чермака під час замаху на президента Франкліна Д. Рузвельта, зробив це, щоб бути застреленим поліцією.

## Дослідження
Одне з перших досліджень суїцидів за допомогою поліції провів сержант Рік Парент з поліції Дельти у 2004 році. Парент дослідив 843 випадки, коли поліція відкривала вогонь на ураження, і припустив що у близько 50 % злочинець мав за мету бути вбитим. Поліція визначила таке вбивство злочинця за його власним умислом як «інцидент, у якому особа, прагнучи самознищення, вдається до небезпечної для життя оточуючих злочинної поведінки, щоб змусити правоохоронців убити її».
Дослідження, проведене у Сполучених Штатах у 2009 році, яке охопило профілі 268 осіб, що покінчили з життям за допомогою поліції, показало наступну статистику:
- 95 % самогубців становили чоловіки;
- середній вік самогубців становив 35 років;
- 41 % були європеоїдами, 26 % латиноамериканцями, 16 % афроамериканцями ;
- 37 % були самотніми;
- 29 % мали дітей;
- 54 % були безробітними ;
- 29 % не мали житла ;
- 62 % мали в анамнезі підтверджені або ймовірні проблеми з психічним здоров'ям;
- 80 % були озброєні, з них 60 % мали вогнепальну зброю (з яких у 86 % зброя була заряджена), 26 % мали ножі;
- 19 % робили вигляд, ніби мають зброю;
- 87 % мали суїцидальні наміри до та/або під час інциденту;
- 36 % перебували під впливом алкоголю.

Дослідження даних поліції Лос-Анджелеса (LAPD) за п'ять років (2010—2015) щодо 419 спроб самогубства за допомогою поліції показало, що офіцери застосували смертельну силу лише сім разів, внаслідок чого загинуло п'ять суб'єктів. Менш смертельну силу було застосовано 71 раз. У решті 341 випадкк (81 % від усіх випадків) сила не застосовувалася. Підрозділ психічної оцінки LAPD має для вирішення таких випадків спеціально навчених офіцерів у парі з психіатрами, які чергують 24 години на добу.

## Приклади
- За словами дослідника «Beatles» Кеннета Вомака(інші мови), смерть дорожнього менеджера гурту Мела Еванса у 1976 році була самогубством за допомогою поліцейського, оскільки Еванс ввечері напередодні написав заповіт[14].
- Під час бійні в Арамоані 13 листопада 1990 року в Новій Зеландії злочинець був застрелений поліцією, коли вийшов з будинку, стріляючи від стегна з криками «Убийте мене!»[15].
- 5 травня 2005 року грабіжниця банків Пеґґі Джо Таллас(інші мови), коли її оточила поліція, заявила, що озброєна, і що їм доведеться вбити її, після чого вихопила іграшковий пістолет і була застрелена[16].
- У грудні 2008 року троє поліцейських Вікторії(інші мови) застрелили 15-річного Тайлера Кессіді(інші мови), коли він напав на них з двома великими ножами, вимагаючи застрелити його[17]. Спочатку поліція намагалася знешкодити його за допомогою перцового спрею, але врешті почала стріляти, смертельно поранивши.
- У березні 2011 року чилійський бізнесмен і бандит Італо Ноллі(інші мови) був убитий поліцією після того, як застрелив двох детективів та поранив ще п'ятьох. Незадовго до цього він заявив своїй дружині та синові, що вважає смерть у перестрілці з поліцією «гідною», і що він «більше не повернеться до в'язниці»[18].
- 20 листопада 2014 року Майрон Мей(інші мови), 31-річний чоловік, який вважав, що уряд США здійснює на нього псионічний вплив за допомогою технологій MKUltra та COINTELPRO(інші мови) (таємні програми часів Холодної війни), здійснив самогубство за допомогою поліції, перед цим записавши на відеоплівку заяву про свої наміри це зробити[19].
- 4 січня 2015 року 32-річний житель Сан-Франциско Метью Гоффман напав на поліціянтів на парковці відділку поліції Сан-Франциско(інші мови), розмахуючи пістолетом, і був застрелений. Він залишив для поліції повідомлення на своєму мобільному телефоні:

|  | Ви не зробили нічого поганого. Ви позбавили життя людину, яка була надто боягузливою, щоб зробити це власноруч… Я вас спровокував. Я погрожував вашому життю, а також життям оточуючих». Оригінальний текст (англ.) You did nothing wrong. You ended the life of a man who was too much of a coward to do it himself ... I provoked you. I threatened your life as well as the lives of those around me. |

- У червні 2015 року 21-річний Треп'єр Гаммонс, відомий гангстер із історією порушень правил поводження зі зброєю, у день, коли проти нього було відкрито справу за скоєння сексуального злочину, опублікував у Facebook пост про свій намір покінчити життя самогубством за допомогою поліції. Він зателефонував за номером 9-1-1 і повідомив, що бачив чоловіка, який непередбачувано поводився зі зброєю. Коли на виклик приїхав поліціянт, Гаммонс кілька разів вистрілив у нього. Інший поліціянт вистрілив у Гаммонса. І злочинець, і поранений ним поліцейський померли в лікарні[21].
- 22 жовтня 2015 року швед Антон Лундін Петтерссон за годину до того як напасти з ножем на школу Тролльгеттана(інші мови), написав повідомлення онлайн-другу: «Сподіваюся, ці кляті поліцейські влучно стріляють, бо я справді не хочу пережити погром, який влаштую». Також він написав, що очікує смерті протягом однієї-двох годин і що ненавидить себе. У Петтерссона були психічні захворювання, і до нападу він вагався між кількома варіантами: звернутися за професійною допомогою, вбити себе «звичайним чином» або напасти на оточуючих, щоб бути вбитим[22]. Злочинець убив трьох людей і ще двох поранив, після чого був смертельно поранений поліцією та сконав у лікарні.
- 28 травня 2017 року мешканець штату Міссісіпі Віллі Ґодболт, який убив сімох членів своєї родини та поліцейського(інші мови), після арешту сказав журналісту, що, стріляючи в поліцію, мав намір бути вбитим. «Я не гідний жити, — додав він. — Не після того, що я накоїв»[23].
- 15 вересня 2017 року 15-річний хлопець з Вірджинії Рубен Урбіна викликав поліцію, напав на поліціянта зі цвяходером та отримав два вогнепальні поранення. Після дзвінка за номером 911 він погрожував бомбою, взяттям заручників, застосуванням ножа і вогнепальної зброї, але нічого з цього не було реальним. З його слів, він викликав поліцію, щоб бути вбитим[24].
- 30 серпня 2018 року американська акторка Ванесса Маркес спрямувала на поліціянтів небойовий пневматичний пістолет, благаючи вбити її, і отримала смертельне поранення[25][26].
- У 2018 році у Торонто Алек Мінасян, що здійснив умисний наїзд фургоном на натовп, після арешту заявив, що намагався покінчити життя самогубством, вдаючи при поліціянтах, наче має при собі пістолет, хоча насправді не був озброєний[27].

## Приклади у мистецтві
- У фіналі фільму «З мене досить» (1993) головний герой скоює самогубство, спровокувавши поліцейського за допомогою іграшкового пістолета.